# Gbarnga
Gbarnga je město v kraji Bong v Libérii, ležící severovýchodně od Monrovie. Během liberijské občanské války byla základnou Národní patriotské fronty Libérie vedené Charlesem Taylorem. Blízko města leží univerzita Cuttington a její kampus byl kdysi domovem Muzea Africana, které je nyní zničeno.
Gbarnga je domovem Tamba Hali z týmu Kansas City Chiefs hrající v Národní fotbalové lize.
Město je partnerským městem Baltimoru v Marylandu ve Spojených státech.